# 伊勢原大神宮
伊勢原大神宮（いせはらだいじんぐう）は神奈川県伊勢原市伊勢原三丁目にある神社。所在地の地名「伊勢原」の由来に深くかかわっている神社である。

## 歴史
- 元和6年（1620年）にこの地を開拓した伊勢出身の山田曽右衛門と鎌倉出身の湯浅清左衛門によって伊勢神宮より祭神を勧請し創建

## 境内
- 内宮（ないくう） - 天照大御神を祀る
  - 旧内宮跡
- 外宮（げくう） - 豊受姫大神を祀る
  - 旧外宮跡
- 神楽殿・神宮遥拝所
- 社務所
- 参集所
- 手水舎
- 車御祓い所
- 境内社
  - 春日神社
  - 稲荷総社
- その他第一・第二駐車場がある

## 祭事
- 1月1日 - 歳旦祭・新年祈願祭
- 2月3日 - 節分祭
- 2月11日 - 紀元祭
- 2月17日 - 祈念祭
- 5月上旬 - 若葉祭
- 6月30日 - 夏越大祓式・茅の輪神事
- 7月上旬 - 花の市
- 9月21日 - 例大祭・神幸祭
- 10月17日 - 神宮祭
- 11月3日 - 明治祭
- 11月23日 - 新嘗祭
- 12月23日 - 天長祭
- 12月29日 - 師走大祓式

## 交通
- 小田急小田原線伊勢原駅北口より北西方向へ徒歩10分ほど

## 関連文献
- 「糟屋庄 伊勢原村 神明社」『大日本地誌大系』 第37巻新編相模国風土記稿2巻之46村里部大住郡巻之5、雄山閣、1932年8月。NDLJP:1179219/19。